# Дорман, Лоретта
Лоретта Дорман (англ. Loretta Dorman; род. 23 июля 1963) — австралийская хоккеистка на траве, полевой игрок. Олимпийская чемпионка 1988 года, участница летних Олимпийских игр 1984 года, серебряный призёр чемпионата мира 1990 года.

## Биография
Лоретта Дорман родилась 23 июля 1963 года.
Начала заниматься хоккеем на траве в 12-летнем возрасте во время учёбы в средней школе Сэйнт-Клэр в Канберре.
С 14 лет до 21 года играла за команду Австралийской столичной территории. В 1986 году перебралась в Новый Южный Уэльс, в 1987—1994 годах выступала за его команду.
В 1983 году вошла в состав сборной Австралии по индорхоккею среди юниорок до 21 года. 
В 1984 году вошла в состав женской сборной Австралии по хоккею на траве на летних Олимпийских играх в Лос-Анджелесе, занявшей 4-е место. Играла в поле, провела 3 матча, мячей не забивала.
В 1988 году вошла в состав женской сборной Австралии по хоккею на траве на летних Олимпийских играх в Сеуле и завоевала золотую медаль. Играла в поле, провела 5 матчей, мячей не забивала.
12 июня 1989 года была награждена медалью ордена Австралии. 
В 1990 году завоевала серебряную медаль чемпионата мира в Сиднее. 
Дважды выигрывала медали Трофея чемпионов: серебряную в 1987 году в Амстелвене и золотую в 1991 году в Берлине.
В 1993 году начала тренерскую карьеру. Тогда же была назначена ассистентом тренера главной команды Нового Южного Уэльса и работала на этом посту до 1995 года.

## Увековечение
В 1997 году введена в Зал спортивной славы Австралийской столичной территории.